# Daniel Varoujan
Daniel Tcheboukkyarian dit Varoujan (en arménien Դանիէլ Վարուժան), né le 20 avril 1884 dans le village de Perknig et mort le 26 août 1915 à Çankırı, est un écrivain arménien.

## Biographie
Daniel Varoujan est né le 20 avril 1884 à Perknig dans l'Empire ottoman, à quelques kilomètres de Sivas.
Il étudie à partir de 1906 la philosophie et les lettres ainsi que les sciences politiques et sociales à l'université de Gand en Belgique. Une plaque commémorative est érigée le 9 février 1958 dans le hall de la bibliothèque de l'université de Gand. Il retourne ensuite dans son village natal en tant qu'instituteur.
Avec Hagop Oshagan, il fonde en 1914 le groupe littéraire Mehian (Temple) visant à la renaissance de l'esprit arménien, pré-chrétien et païen.
Le 26 août 1915, il est assassiné près de Constantinople par des représentants du gouvernement ottoman, dans le cadre du génocide arménien.

## Œuvres principales
- Frissons, Venise, 1906.
- Le Cœur de la race, Constantinople, 1909.
- Chants païens, Constantinople, 1912.
- Le Chant du pain, Constantinople, 1921.

### Traductions
- Daniel Varoujan, Chants païens et autres poèmes, choix, traduction de l'arménien et présentation de Vahé Godel, La Différence, « Orphée », 1994